# 1079 Mimosa
Az 1079 Mimosa (ideiglenes jelöléssel 1927 AD) a Naprendszer kisbolygóövében található aszteroida. George Van Biesbroeck fedezte fel 1927. január 14-én. Nevét egy azonos nevű növényről kapta.